# Anthony Rolfe Johnson
Anthony Rolfe Johnson (ur. 5 listopada 1940 w Tackley w hrabstwie Oxfordshire, zm. 21 lipca 2010 w Londynie) – angielski śpiewak, tenor.

## Życiorys
Kształcił się Guildhall School of Music w Londynie u Ellis Keeler oraz u Very Rózsy. Początkowo występował jako członek chóru i w drobnych rolach operowych. Od 1972 do 1978 roku występował na festiwalu operowym w Glyndebourne. Jego pełnowartościowym debiutem był występ w roli hrabiego Vaudémont w Jolancie Piotra Czajkowskiego wraz z English Opera Group w 1973 roku. Zasłynął przede wszystkim jako wykonawca ról w operach okresu baroku i klasycyzmu. Wystąpił m.in. jako Don Ottavio w Don Giovannim w English National Opera w Londynie (1978) i Tamino w Czarodziejskim flecie w Welsh National Opera w Cardiff (1979). W 1983 roku kreował rolę Aschenbacha w operze Benjamina Brittena Śmierć w Wenecji na deskach Scottish Opera w Glasgow. W 1987 roku po raz pierwszy wystąpił na festiwalu w Salzburgu w Das Buch mit sieben Siegeln Franza Schmidta, a w 1988 roku rolą Jupitera w Semele G.F. Händla debiutował w londyńskim Covent Garden Theatre. W 1991 roku debiutował na deskach Metropolitan Opera w Nowym Jorku tytułową rolą w Idomeneuszu Mozarta. Zajmował się także działalnością pedagogiczną, od 1990 roku był kierownikiem wydziału śpiewu w Britten-Pears School w Aldeburgh. Komandor Orderu Imperium Brytyjskiego (1992).
Dokonał licznych nagrań płytowych, jego repertuar oprócz ról w operach barokowych i klasycystycznych obejmował także utwory twórców współczesnych (Benjamin Britten, Igor Strawinski), pieśni oraz partie oratoryjne w dziełach Bacha i Händla. Związany był z nurtem autentyzmu w wykonawstwie muzyki barokowej, współpracując z Christopherem Hogwoodem i Johnem Eliotem Gardinerem.